# Coryssocnemis monagas
Coryssocnemis monagas är en spindelart som beskrevs av Huber 2000. Coryssocnemis monagas ingår i släktet Coryssocnemis och familjen dallerspindlar.
Artens utbredningsområde är Venezuela. Inga underarter finns listade i Catalogue of Life.